# Чемпіонат світу з біатлону 2024
Чемпіонат світу з біатлону 2024 року — 57-й чемпіонат світу з біатлону, що відбувся з 7 по 18 лютого 2024 року в чеському Новому Месті-на-Мораві.

## Вибори місця проведення
15 листопада 2020 року було оголошено рішення про обрання Нового Места-на-Мораві місцем проведення Чемпіонату.

## Розклад
Розклад змагань наведено нижче.
Час місцевий: (UTC+1). 
| Дата      | Час   | Гонка                                    |
| --------- | ----- | ---------------------------------------- |
| 7 лютого  | 17:20 | Змішана естафета, 4 x 6 км               |
| 9 лютого  | 17:20 | Спринт, жінки, 7,5 км                    |
| 10 лютого | 17:05 | Спринт, чоловіки, 10 км                  |
| 11 лютого | 14:30 | Переслідування, жінки, 10 км             |
| 11 лютого | 17:05 | Переслідування, чоловіки, 12,5 км        |
| 13 лютого | 17:10 | Індивідуальна, жінки, 15 км              |
| 14 лютого | 17:20 | Індивідуальна, чоловіки, 20 км           |
| 15 лютого | 18:00 | Одиночна змішана естафета, 6 км + 7,5 км |
| 17 лютого | 13:45 | Естафета, жінки, 4 × 6 км                |
| 17 лютого | 16:30 | Естафета, чоловіки, 4 × 7,5 км           |
| 18 лютого | 14:15 | Масстарт, жінки, 12,5 км                 |
| 18 лютого | 16:30 | Масстарт, чоловіки, 15 км                |

## Медалісти та призери

### Чоловіки
| Перегони:               | Золото:                                                                  | Час                                           | Срібло:                                                                      | Час                                                       | Бронза:                                                        | Час                                                       |
| Спринт, 10 км           | Стурла Гольм Легрейд Норвегія                                            | 25:23.9 (0+0)                                 | Йоганнес Бо Норвегія                                                         | 25:27.4 (1+0)                                             | Ветле Шостад Крістіансен Норвегія                              | 25:42.5 (1+0)                                             |
| Переслідування, 12,5 км | Йоганнес Бо Норвегія                                                     | 32:36.9 (1+2+0+0)                             | Стурла Гольм Легрейд Норвегія                                                | 33:05.6 (2+0+0+0)                                         | Ветле Шостад Крістіансен Норвегія                              | 33:15.4 (0+0+1+2)                                         |
| Індивідуальна, 20 км    | Йоганнес Бо Норвегія                                                     | 45:49.0 (1+0+0+0)                             | Тар'єй Бо Норвегія                                                           | 46:47.9 (0+1+0+0)                                         | Бенедикт Долль Німеччина                                       | 47:42.3 (0+0+0+1)                                         |
| Естафета, 4 × 7,5 км    | Швеція Віктор Брандт Єспер Нелін Мартін Понсілуома Себастьян Самуельссон | 1:16:22.6 (0+0) (0+2) (0+2) (0+1) (0+2) (0+0) | Норвегія Стурла Гольм Легрейд Тар'єй Бо Йоганнес Бо Ветле Шостад Крістіансен | 1:16:34.4 (0+1) (1+3) (0+0) (0+2) (0+2) (0+0) (0+0) (3+3) | Франція Ерік Перро Фаб'єн Клод Емільєн Жаклен Кентен Фійон-Має | 1:16:35.4 (0+3) (1+3) (2+3) (0+0) (0+1) (0+2) (0+0) (0+1) |
| Масстарт, 15 км         | Йоганнес Бо Норвегія                                                     | 34:50.2 (1+0+0+0)                             | Андрейс Расторгуєвс Латвія                                                   | 35:05.3 (0+0+0+0)                                         | Кентен Фійон-Має Франція                                       | 35:23.2 (0+0+1+0)                                         |

### Жінки
| Перегони:             | Золото:                                                      | Час                                                       | Срібло:                                                      | Час                                                       | Бронза:                                                          | Час                                                       |
| Спринт 7,5 км         | Жулья Сімон Франція                                          | 20:07.5 (0+0)                                             | Жустін Брезаз-Буше Франція                                   | 20:12.4 (1+0)                                             | Лу Жанмонно Франція                                              | 20:48.3 (0+1)                                             |
| Переслідування, 10 км | Жулья Сімон Франція                                          | 29:54.8 (0+1+0+0)                                         | Ліза Віттоцці Італія                                         | 30:41.1 (0+0+0+1)                                         | Жустін Брезаз-Буше Франція                                       | 30:44.1 (0+1+2+1)                                         |
| Індивідуальна, 15 км  | Ліза Віттоцці Італія                                         | 40:02.9 (0+0+0+0)                                         | Яніна Геттіх Німеччина                                       | 40:23.4 (0+0+0+0)                                         | Жулья Сімон Франція                                              | 40:32.5 (0+0+0+1)                                         |
| Естафета, 4 × 6 км    | Франція Лу Жанмонно Софі Шово Жустін Брезаз-Буше Жулья Сімон | 1:15:00.8 (0+0) (0+0) (1+3) (1+3) (0+0) (0+1) (0+1) (0+3) | Швеція Анна Магнуссон Лінн Перссон Ганна Еберг Ельвіра Еберг | 1:15:39.1 (0+0) (0+2) (0+1) (0+3) (0+1) (0+2) (0+0) (1+3) | Німеччина Яніна Геттіх Селіна Гротіан Ванесса Фоґт Софія Шнайдер | 1:16:15.0 (0+0) (0+0) (0+3) (0+0) (0+1) (0+1) (0+1) (0+3) |
| Масстарт, 12,5 км     | Жустін Брезаз-Буше Франція                                   | 34:37.2 (0+0+0+0)                                         | Ліза Віттоцці Італія                                         | 35:08.4 (0+0+0+0)                                         | Лу Жанмонно Франція                                              | 35:33.9 (1+0+0+0)                                         |

### Змішані естафети
| Перегони:                                | Золото:                                                            | Час                                                       | Срібло:                                                                              | Час                                                       | Бронза:                                                                  | Час                                                       |
| Змішана естафета, 4 x 6 км               | Франція Ерік Перро Кентен Фійон-Має Жустін Брезаз-Буше Жулья Сімон | 1:09:24.4 (0+3) (0+0) (0+1) (0+1) (1+3) (0+1) (0+0) (0+0) | Норвегія Тар'єй Бо Йоганнес Бо Кароліне-Оффіґстад Кноттен Інгрід-Ланнмарк Тандреволл | 1:10:09.6 (0+0) (0+2) (0+1) (0+3) (0+0) (0+0) (0+1) (0+1) | Швеція Себастьян Самуельссон Мартін Понсілуома Ганна Еберг Ельвіра Еберг | 1:10:26.1 (0+2) (0+3) (0+1) (0+0) (0+2) (0+0) (0+0) (0+2) |
| Одиночна змішана естафета, 6 км + 7,5 км | Франція Кентен Фійон-Має Лу Жанмонно                               | 36:21.7 (0+0) (0+0) (0+0) (0+2) (0+0) (0+1)               | Італія Томмазо Джакомель Ліза Віттоцці                                               | 36:46.3 (0+2) (0+2) (0+0) (0+0) (0+1) (0+0)               | Норвегія Йоганнес Бо Інгрід-Ланнмарк Тандреволл                          | 36:49.1 (0+1) (0+1) (0+0) (0+0) (0+0) (0+2) (0+0) (1+3)   |

## Медальний залік
| Місце  | Країна    |    |    |    | Всього |
| ------ | --------- | -- | -- | -- | ------ |
| 1      | Франція   | 6  | 1  | 6  | 13     |
| 2      | Норвегія  | 4  | 5  | 3  | 12     |
| 3      | Італія    | 1  | 3  | 0  | 4      |
| 4      | Швеція    | 1  | 1  | 1  | 3      |
| 5      | Німеччина | 0  | 1  | 2  | 3      |
| 6      | Латвія    | 0  | 1  | 0  | 1      |
| Усього | Усього    | 12 | 12 | 12 | 36     |

| Місце | Спортсмен                |   |   |   | Всього |
| ----- | ------------------------ | - | - | - | ------ |
| 1     | Жулья Сімон              | 4 | 0 | 1 | 5      |
| 2     | Йоганнес Бо              | 3 | 3 | 1 | 7      |
| 3     | Жустін Брезаз-Буше       | 3 | 1 | 1 | 5      |
| 4     | Лу Жанмонно              | 2 | 0 | 2 | 4      |
| 4     | Кентен Фійон-Має         | 2 | 0 | 2 | 4      |
| 6     | Ліза Віттоцці            | 1 | 3 | 0 | 4      |
| 7     | Стурла Гольм Легрейд     | 1 | 2 | 0 | 3      |
| 8     | Мартін Понсілуома        | 1 | 0 | 1 | 2      |
| 8     | Себастьян Самуельссон    | 1 | 0 | 1 | 2      |
| 8     | Ерік Перро               | 1 | 0 | 1 | 2      |
| 11    | Софі Шово                | 1 | 0 | 0 | 1      |
| 11    | Віктор Брандт            | 1 | 0 | 1 | 2      |
| 11    | Єспер Нелін              | 1 | 0 | 1 | 2      |
| 14    | Тар'єй Бо                | 0 | 3 | 0 | 3      |
| 15    | Ветле Шостад Крістіансен | 0 | 1 | 2 | 3      |